# Ordre du Temple solaire
L'Ordre du Temple solaire, abrégé OTS, est un mouvement religieux ésotérique néotemplier, fondé en 1984 à Saconnex-d'Arve, en Suisse, par Luc Jouret et Joseph Di Mambro. Cette création résulte de la fusion de la Fondation Golden Way et de l'Ordre international chevaleresque de Tradition solaire (OICTS). Cet ordre, prétendument chevaleresque, est tristement célèbre pour les suicides collectifs survenus en Suisse, en France et au Canada, ayant entraîné au total 74 décès en 1994, 1995 et 1997, ainsi que pour les controverses qui ont suivi ces événements tragiques. L'affaire a constitué un facteur déterminant dans le durcissement des mesures de lutte contre les sectes en France.
En France, l'OTS est classé comme une secte selon le rapport de la commission d'enquête parlementaire de 1995.

## Historique de l'ordre
Joseph Di Mambro, surnommé « Jo », était bijoutier au sein d'une entreprise spécialisée dans le dégrossissage de l'or. Il a purgé une peine de six mois de prison pour escroquerie. Dans les années 1950, Di Mambro commence à s'intéresser au spiritisme et s'engage avec un groupement successeur du Service d'action civique (SAC), fondé par Charles Pasqua. À la fin des années 1960, il devient membre et responsable d'une loge de l’Antiquus Mysticusque Ordo Rosae Crucis (AMORC) à Nîmes, en France. En 1974, il fonde le Centre de Préparation à l'Âge Nouveau (CPAN) à Collonges-sous-Salève.

### Fraternité de la pyramide
Dès 1975, une communauté genevoise, connue sous le nom de Fraternité de la Pyramide, se réunit régulièrement dans une maison située dans la campagne genevoise pour partager des moments de solidarité, de discussions et d'entraide, abordant notamment des thèmes liés à l'alimentation et à la spiritualité. Le chef d'orchestre Michel Tabachnik y assiste, apprécie l'ambiance et en devient membre. En 1977, il rencontre Joseph Di Mambro, qui lui propose de reprendre cette communauté et de lui conférer une structure. L'année suivante, les deux hommes fondent la Fondation Golden Way, dont Michel Tabachnik assume la présidence,.

### Fondation Golden Way
Située dans une villa à Saconnex-d'Arve, en Suisse, la Fondation se présente comme un cercle de conférences privé, abordant des thématiques aussi bien ésotériques que musicales. Son objectif est de discuter des problématiques liées à la pollution, à l'environnement et aux liens sociaux. La Fondation s'efforce ainsi de développer une compréhension approfondie de l'évolution de la qualité de vie future, en mettant l'accent sur des sujets tels que la vie saine, l'agriculture biologique et les techniques de soins alternatifs.
À travers des conférences animées par des invités tels qu'Iannis Xenakis, Alexis Weissenberg, Nikita Magaloff, Mireille Darc, Hubert Reeves, Alain Delon, Michel Jonasz, ainsi que par le biais de recherches et d'interviews télévisées, la Fondation s'ouvre à la vie publique et politique. Au début des années 1980, Joseph Di Mambro et Michel Tabachnik, tous deux passionnés par la philosophie, l'ésotérisme et la spiritualité, décident d'insuffler une dimension mystique et religieuse à la Fondation. Une pièce, désignée sous le nom de « Sanctuaire », est aménagée pour la méditation et l'organisation de rituels visant à « entrer en lien avec le monde de l'invisible ». Les membres y sont revêtus de capes blanches ornées de symboles tels que la rose rosicrucienne et la Croix des Templiers. Parallèlement, Michel Tabachnik anime plusieurs conférences sur l'ésotérisme. Di Mambro fonde également la société Amenta, destinée à diffuser les idéologies de la Fondation Golden Way et à recruter de nouveaux membres.
Joseph Di Mambro est alors considéré par les membres de la Fondation comme un médium, un être qualifié de « Walk-in », c’est-à-dire une entité prenant possession du corps d'un individu.

#### «L'enfant cosmique»
En 1982, Di Mambro annonce qu'une « grande mission » est destinée à la fondation. Il déclare également qu'un « enfant-roi » doit voir le jour au sein de la communauté. Di Mambro projette rapidement que Dominique Bellaton, une jeune femme toxicomane, autrefois traquée par des proxénètes qui cherchaient à l'éliminer, et qui avait rejoint l'ordre à la demande de ses parents, devienne la mère porteuse de cet « enfant cosmique ». Une cérémonie orchestrée dans la crypte de l'ordre, agrémentée d'effets spéciaux (une épée touchant le ventre de la jeune femme devant l'assemblée, suivie d'un éclair de lumière), est mise en scène pour convaincre les adeptes des prétendus pouvoirs surnaturels de « conception théogamique » des dirigeants, excluant toute relation charnelle. En réalité, Dominique est la maîtresse de Di Mambro et déjà enceinte de quelques semaines. L'enfant, nommée Emmanuelle mais désignée sous le nom cosmique de Chris en tant que porteuse du Christ, naît le 22 mars 1982 et mourra avec ses parents le 4 octobre 1994 à Salvan.

#### Arrivée de Luc Jouret
En 1981, Camille Pilet, horloger fortuné, futur dignitaire de l'OTS et principal bailleur de fonds de l'organisation est victime d'un infarctus, événement qui le conduit à rencontrer l'homéopathe belge Luc Jouret. Ce dernier, à partir du cas de Camille Pilet, s'intéresse progressivement aux médecines douces et aux thérapies alternatives, telles que la macrobiotique et l'iridologie, tout en développant un attrait croissant pour l'ésotérisme,. En 1982, il fonde le Club Amenta, qui sera par la suite rebaptisé Atlanta. Parallèlement, Jouret donne plusieurs conférences où il établit un parallèle entre la démarche spirituelle et les principes de l'homéopathie. Di Mambro, remarquant l'aisance oratoire et les qualités de communication de Luc Jouret, décide d'entrer en contact avec lui.
Dans le même temps, Di Mambro se rapproche de l'Ordre rénové du Temple (ORT), une organisation se revendiquant comme une résurgence de l'Ordo Templi Orientis, fondée par d'anciens rosicruciens. À la mort de Julien Origas en 1983, alors chef de l'Ordre rénové du Temple, Di Mambro incite Luc Jouret à en prendre la tête, faisant de lui le nouveau grand maître cette même année. Cependant, cette nomination provoque une scission au sein de l'ORT, dont émerge l'Ordre International Chevaleresque de Tradition Solaire (OICTS), que Luc Jouret prend alors en charge.

### Ordre du Temple solaire
En 1984, la Fondation Golden Way et l'Ordre International Chevaleresque de Tradition solaire fusionnent pour former l'Ordre du Temple Solaire (OTS), intégrant divers principes issus des structures antérieures et réunissant plusieurs membres issus de pays francophones. Luc Jouret, conférencier et recruteur, en devient le grand maître, bien que le véritable stratège et maître des finances de l'organisation soit Joseph Di Mambro.
L'organisation évolue régulièrement dans ses inspirations, mais puise principalement dans l'ésotérisme et l'occultisme, croyant fermement en l'existence et en l'efficacité de pratiques non reconnues par les religions ni par les sciences, et nécessitant une initiation spécifique. Les objectifs affichés du groupe étaient les suivants :
- reconnaître et réunir une élite spirituelle afin de la préparer, par l'étude des hautes sciences, à œuvrer pour la perpétuation de la Conscience universelle et de la vie à travers le temps et l'espace ;
- participer de manière prépondérante et active à l'établissement des centres de vie ;
- former, à l'échelle mondiale, une chaîne authentique de fraternité au service des forces positives et du temple unifié, incarné par l'Ordre du Temple Solaire.

En 1985, Di Mambro prend la décision d'établir un centre de survie au Canada, anticipant une éventuelle guerre nucléaire. Un domaine, baptisé Sacré-Cœur, est acquis à Sainte-Anne-de-la-Pérade, au Québec, dans le but d'y créer une ferme biologique. L'organisation met en place plusieurs filiales, certaines officielles, d'autres dissimulées, afin de financer ces acquisitions immobilières. Di Mambro tire souvent des bénéfices en revendant à des membres de la secte ses parts dans divers projets immobiliers. Ainsi, Joseph Di Mambro, Luc Jouret, Dominique Bellaton et Camille Pilet acquièrent deux chalets jumelés sur le chemin Bélisle à Morin-Heights (Québec), et, avec les fonds des membres, d'autres propriétés destinées aux activités de l'OTS, dont une ferme à Cheiry (Canton de Fribourg), gérée par Albert Giacobino, membre de l'organisation.
La même année, Di Mambro sollicite Michel Tabachnik pour rédiger des écrits destinés à « grandir au sein de l'ordre », intitulés « Les Archées ». Ces textes, au nombre de 21, sont rédigés par Tabachnik en s'appuyant sur la bibliothèque ésotérique léguée par son père, ainsi que sur des emprunts aux œuvres de Raymond Bernard (fondateur de l'ordre des Rose-Croix AMORC), Carl Gustav Jung, et Jacques Breyer, dont les références aux Templiers inspirent l'OTS et qui donne également quelques conférences au sein de l'organisation. Peu accessibles à la plupart des membres, ces écrits sont ensuite expliqués par Tabachnik lors de conférences à travers le monde.

#### Premières dissensions
Dès 1986, Antonio Dutoit, membre de l'OTS, commence à dénoncer la mégalomanie, les tromperies et les malversations des dirigeants de l'ordre. Il critique ouvertement Joseph Di Mambro, dont le mode de vie ostentatoire contredisait ses propres enseignements. Dutoit accuse également Di Mambro d'avoir orchestré des mises en scène reposant sur des tours de magie lors des cérémonies. Peu après, le fils de Di Mambro, Élie, révèle les irrégularités financières de son père. Face à ces révélations, certains membres ainsi que plusieurs donateurs influents – parmi lesquels des notables, industriels et propriétaires – exigent un remboursement partiel des sommes investies, ayant découvert que ces fonds avaient été détournés pour financer des entreprises fictives, des propriétés ou encore des dépenses somptuaires des fondateurs (villas, voitures de luxe, voyages),.
Joseph Di Mambro promet de restituer les montants réclamés, mais les démissions de membres de l'OTS se multiplient. La villa de Saconnex-d'Arve est vendue, et Di Mambro ne conserve autour de lui que les adeptes les plus fidèles. Les autres membres, quant à eux, ne sont plus vraiment informés des réunions et des activités de l'OTS.
Dans les années 1990, Luc Jouret, ayant renoncé à sa carrière d'homéopathe pour se consacrer pleinement à l'OTS, commence à donner des conférences sur le développement personnel au sein de diverses entreprises, universités et banques, principalement au Québec, mais aussi en Suisse, en France et en Belgique. Cependant, Di Mambro, voyant d'un mauvais œil ces interventions publiques, considérant qu'elles divulguaient les idées et principes de l'OTS à un large public, entreprend de saboter les conférences de Jouret. Ce dernier finit par abandonner ses activités et devient entièrement dépendant de Di Mambro. Jouret est alors destitué de ses fonctions de grand maître, rôle qui est confié à Robert Falardeau. De retour en Europe, Joseph Di Mambro, accompagné de Camille Pilet et Alexandre Borgeaud, achète un terrain à Salvan, dans le canton du Valais, et y fait construire trois chalets, l’un d’entre eux étant destiné à Luc Jouret, qui occupe celui de Di Mambro.
Face aux critiques croissantes émanant des membres de l'OTS, Joseph Di Mambro décide de réorienter son discours et commence à prêcher l'idée d'un « transit » vers une autre planète. Au printemps 1994, il convoque l'ensemble des membres et adeptes de l'OTS, leur annonçant que la mission du Temple touchait à sa fin et que les dirigeants de l'ordre allaient disparaître sur l'étoile Sirius. Les autres membres étaient, selon lui, appelés à reprendre le flambeau.
Les dirigeants de l'OTS, inquiets des départs potentiels, intensifient alors leur surveillance des membres exprimant le désir de quitter l'organisation. Certains sont espionnés, d'autres font l'objet de mises sur écoute téléphonique.

## Massacres et procès
Face à l'ampleur des obstacles rencontrés, la décision d'effectuer le « transit » vers Sirius est finalement prise. Pour préparer cet événement, Joseph Di Mambro confie à ses membres les plus dévoués des missions spécifiques. Plusieurs étapes sont ainsi mises en place :
- l'élimination des « traîtres » ;
- l'exécution des membres adhérant au principe du transit, mais ne souhaitant pas nécessairement passer par la mort physique ;
- l'exécution des membres acceptant à la fois le principe du transit et leur propre mort physique.

### Premiers massacres
La préparation des premiers massacres débute dès 1993 :

#### Meurtre de Morin-Heights
Depuis 1985, quatre membres influents de l'OTS, à savoir Joseph Di Mambro, Luc Jouret, Dominique Bellaton et Camille Pilet, sont propriétaires de deux chalets divisés en quatre appartements, numérotés 197, 197A, 199 et 199A, situés côte à côte à Morin-Heights, au Québec, Canada.
Dans un premier temps, l'objectif des dirigeants de l'OTS est d'éliminer les « traitres » à l'ordre. Antonio Dutoit, ayant critiqué la mégalomanie, les supercheries et les malversations des dirigeants, est considéré, avec son épouse Suzanne, comme un traître devant être exécuté selon un rituel précis. De plus, leur enfant est identifié par Di Mambro comme étant l'Antéchrist, et il doit également être éliminé pour prévenir sa « réapparition ». Deux « chevaliers de l'Ordre » sont chargés de cette mission.
En août 1994, Jerry et Colette Genoud quittent la Suisse pour le Canada, où ils achètent du matériel destiné à déclencher un incendie. Le 17 septembre, Dominique Bellaton invite le couple Antonio Dutoit et Suzanne Robinson-Dutoit à dîner dans son appartement, le 199A, du chalet de Morin-Heights. À ce stade, Bellaton est la seule membre de l'OTS que le couple accepte encore de rencontrer.
Le 30 septembre 1994, Bellaton les invite de nouveau à dîner, cette fois accompagnés de leur bébé de trois mois. Ce soir-là, la famille est sauvagement assassinée : Antonio et Suzanne sont poignardés à plusieurs reprises, principalement au cou et à la tête, tandis que leur enfant subit des coups de couteau qui lui lacèrent les poumons. Après les meurtres, Dominique Bellaton et Joël Egger quittent les lieux pour la Suisse à 22 h 10, laissant Jerry et Colette Genoud nettoyer la scène. Les corps sont ensuite placés dans un réduit au sous-sol. Dans la nuit du 3 au 4 octobre 1994, le couple Genoud met le feu au chalet avant de se suicider par ingestion de flunitrazépam, dans la chambre à coucher.
Les pompiers arrivent sur les lieux vers 9 h et, après que les portes du patio se soient brisées sous l'effet de la chaleur intense, pénètrent dans l'appartement. Ils découvrent les corps carbonisés du couple Genoud, l'un sur le lit et l'autre sur le sol. Après avoir maîtrisé l'incendie, ils constatent la présence de plusieurs bidons d'essence dans les différentes pièces de l'appartement. L'unité des crimes contre la personne de la Sûreté du Québec prend alors en charge l'enquête. Vers 11 h, deux dispositifs d'allumage sont découverts dans le sous-sol, ainsi que deux autres du même type dans le chalet voisin. Des traces de sang sont également identifiées et, après un test au luminol, il est révélé que du sang humain a été projeté sur toute la pièce, suggérant qu'une tentative de nettoyage a eu lieu. Les corps de la famille Dutoit sont finalement découverts dans le sous-sol.

#### Massacre de Cheiry et de Salvan
Après l'élimination des traîtres, l'exécution des membres peut débuter.
Entre janvier et juin 1993, Joël Egger acquiert un pistolet Walther PPK ainsi qu'un pistolet Smith & Wesson de calibre .22 Long Rifle. En juin 1994, il se procure également quatre appareils Servocom et quatre télécommandes Swatch.
Les 18, 19 et 20 septembre 1994, Joseph Di Mambro organise des réunions à Salvan, auxquelles assistent entre 17 et 19 personnes. Deux autres réunions se tiennent à la ferme de Cheiry les 25 et 29 septembre.
Dans la nuit du 4 au 5 octobre 1994, en Suisse, deux incendies se déclarent : l'un vers 23 h 55 à la ferme « La Rochette » à Cheiry, et l'autre dans trois chalets situés au lieu-dit « Le Fond du Ban » à Salvan. À l'arrivée des pompiers, ils découvrent 23 corps à Cheiry et 25 à Salvan. Dans la plupart des cas, les victimes étaient « revêtues d'une cape rituelle blanche, noire ou dorée, selon le degré d'initiation atteint ».
À Cheiry, vingt victimes ont été tuées par une ou plusieurs balles à la tête, deux autres ont été étouffées par un sac en plastique autour de leur tête, et une autre a probablement succombé de la même manière le 3 octobre. Par ailleurs, 22 personnes présentaient dans leur sang du flunitrazépam, tandis qu'une autre avait de la théobromine. Le bâtiment, fermé de l'intérieur, a été incendié le lendemain par un système d'allumage automatique. À Salvan, il a été déterminé que les victimes avaient reçu (ou s'étaient injecté) un poison à base de curare, d'opioïdes et de benzodiazépines. Les chalets, également fermés de l'intérieur, ont été incendiés à l'aide d'un système d'allumage automatique. Les corps ne se trouvaient que dans deux des trois chalets.
Le matin du 5 octobre, 300 plis destinés aux médias, à d'autres adeptes et à plusieurs personnalités politiques ou publiques, dont Charles Pasqua, sont expédiés par Patrick Vuarnet (fils de Jean), membre de la secte, selon les instructions de Di Mambro. Ces courriers contiennent principalement des messages tirés des croyances de l'Ordre. C'est à ce moment que les personnes extérieures à l'Ordre prennent connaissance de la volonté de transfert vers l'étoile Sirius.

### Enquête suisse
Lors de la découverte des corps par la police, il a été établi que les incendies à la ferme de Cheiry et dans le chalet de Salvan avaient été déclenchés par des systèmes d'allumage. Cependant, certains de ces dispositifs n'ayant pas fonctionné ont préservé un grand nombre de documents, de livres et de cassettes vidéo de l'OTS. Grâce à ces éléments, la police a pu élucider le fonctionnement de la communauté et identifier plusieurs de ses membres, dont Michel Tabachnik, qui se produisait en concert au Danemark au moment des événements tragiques. Ce dernier a été auditionné par le juge d'instruction André Piller pendant trois jours et a été innocenté d'avoir participé au massacre. D'autres anciens membres de l'OTS, tels que Thierry Huguenin, ont également été interrogés. Huguenin a témoigné avoir été convoqué le 4 octobre à Salvan avec la promesse que de l'argent qui lui était dû lui serait restitué ce jour-là. Pressentant un danger, il aurait finalement quitté les lieux. Il a par la suite exprimé sa conviction que le projet visait à l'éliminer, lui ainsi que les autres, afin d'atteindre le nombre de 54 victimes, en référence aux 54 chevaliers de l'Ordre du Temple exécutés sur le bûcher le 18 mars 1314 sous le règne de Philippe IV le Bel,. D'autres membres, après les événements, ont déclaré continuer à soutenir les idéaux de la secte, regrettant même de ne pas avoir été choisis pour le « transit ».
L'enquête a finalement abouti à la conclusion qu'il s'agissait d'un suicide collectif incité par Joseph Di Mambro et Luc Jouret. Les enquêteurs ont ordonné la destruction des lieux afin de « ne pas choquer les croyants, ni attirer les curieux », une décision qui a suscité des controverses.

### Deuxième massacre
Dans la nuit du 15 au 16 décembre 1995, seize personnes — treize adultes et trois enfants âgés de 2, 4 et 6 ans — ont été immolées au lieu-dit « Le Trou de l'Enfer », une clairière isolée située sur le plateau du Vercors, à Saint-Pierre-de-Chérennes (Isère), en France,,. Les corps ont été découverts le 23 décembre.
L'enquête, conduite par la Section de recherches de la Gendarmerie nationale de Grenoble et confiée à l'Institut de recherche criminelle de la Gendarmerie nationale (IRCGN) pour les expertises techniques, a révélé que quatorze des victimes avaient été tuées par une ou deux balles de pistolet de calibre .22 Long Rifle, après avoir ingéré des sédatifs. Elles ont ensuite été incendiées à l'aide de bois et d'essence. Selon les enquêteurs, les deux exécutants seraient l'inspecteur Jean-Pierre Lardanchet et l'architecte André Friedli, qui se seraient infligé une balle de 9 mm Parabellum à la tête (les armes ayant été retrouvées près de leurs corps) avant de se jeter dans le foyer. En conséquence, le Procureur de Grenoble a ouvert une information judiciaire pour « assassinats » et « association de malfaiteurs », avec une éventuelle complicité extérieure. Ces événements ont engendré une crainte généralisée envers les sectes au sein de la population française et suisse.

#### Suites judiciaires
Le 23 décembre 1995, lors du journal de 13 heures de la chaîne française TF1, le journaliste Gilles Bouleau évoque la survie de la secte, laquelle se serait regroupée autour de Michel Tabachnik. Ce faisant, il suggère indirectement que ce dernier serait l'instigateur du massacre du Vercors. À la suite de cette déclaration, l'ensemble des médias relaye cette thèse. Michel Tabachnik dément fermement ces accusations. Il est par ailleurs révélé qu’en septembre 1994, Michel Tabachnik avait animé deux conférences en Avignon à la demande de Joseph Di Mambro. Ces réunions, considérées comme des séances préparatoires aux tragiques événements d’octobre de la même année, le placent sous les feux de l’enquête. Il est finalement reconnu que Michel Tabachnik a bien pris part à ces conférences, mais sans avoir eu connaissance du dénouement funeste orchestré par Di Mambro, faisant ainsi de lui une victime d’un coup monté.
Au cours de l’instruction, la mort des deux principaux dirigeants de la secte à Salvan en 1994 laisse Michel Tabachnik comme le seul mis en cause dans cette affaire. Le juge d'instruction estime que, par ses écrits, notamment Les Archées, ainsi que par ses conférences, Michel Tabachnik aurait pu encourager les adeptes à commettre des suicides collectifs. En conséquence, il est mis en examen pour « participation à une association de malfaiteur en vue de commettre un crime ». En réponse à ces accusations, Michel Tabachnik publie Bouc émissaire : dans le piège du Temple Solaire, avec une préface de Pierre Boulez. Le 17 novembre 1998, le juge d'instruction Luc Fontaine présente les conclusions de l’enquête concernant le deuxième massacre du Vercors.

##### Suicide ou assassinat?
Lors de la préparation du procès devant le tribunal correctionnel contre Michel Tabachnik, les familles des victimes, convaincues initialement qu'il s'agissait d'un suicide collectif, se sont constituées parties civiles. En examinant les dossiers des experts, la partie civile a relevé, selon ses propres conclusions, plusieurs incohérences dans l'enquête, notamment l'absence de traces d'incendie dans l’environnement organique autour des corps immolés, qui demeurait totalement intact. Ces éléments ont conduit la partie civile à réclamer des contre-expertises, remettant ainsi en cause la thèse du suicide collectif. Alain Vuarnet, fils et frère de deux des victimes, mène depuis 1995 une enquête parallèle. Selon lui, les « suicides collectifs » des membres de l'OTS, survenus en décembre 1995 dans le Vercors, n'ont jamais été véritablement élucidés. Il déplore le manque de coopération de la justice, qui a systématiquement refusé d’explorer la piste d’un assassinat. Le professeur Gilbert Lavoué, expert mandaté par M. Vuarnet, a détecté la présence de phosphore sur les lieux, suggérant l'utilisation de lance-flammes. Ces indices tendraient à démontrer qu’il ne s'agirait pas de suicides, mais d'une mise en scène. Alain Vuarnet a déclaré : « Nous restons persuadés, mon père et moi, que ce n'est pas avec quelques branchages humides que ces seize corps ont été carbonisés à ce point ». Les résultats des expertises ont révélé un excès de phosphore, allant de 21 à 40 %. De plus, certaines victimes portaient des sacs en plastique sur la tête, interprétés par l'instruction comme un symbole rituel, tandis que d'autres avaient été droguées.

##### Procès

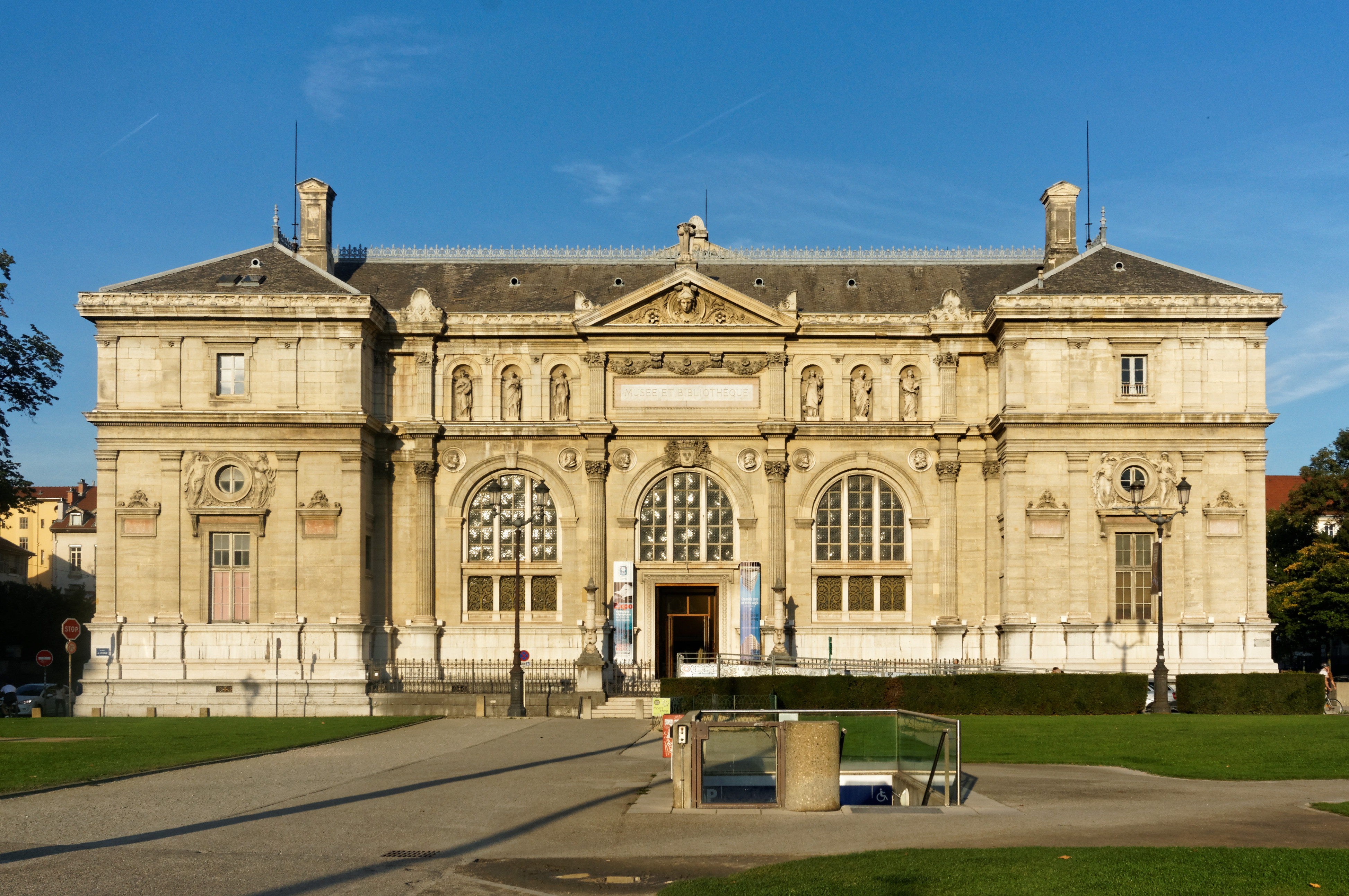
L'ancien Musée-bibliothèque de Grenoble aménagé spécialement pour le procès entre le 13 avril et le 25 juin 2001.

Le 13 avril 2001 s’ouvre, dans le cadre exceptionnel du Musée-bibliothèque de Grenoble, le procès du tribunal correctionnel à l'encontre de Michel Tabachnik, poursuivi pour « association de malfaiteurs » et défendu par l'avocat Francis Szpiner. Toutefois, les familles des victimes, constituées parties civiles, se divisent en deux camps distincts. D'un côté, sous la direction d'Alain Vuarnet, certains estiment que le procès ne devrait pas se concentrer sur la responsabilité de Michel Tabachnik, mais plutôt sur les insuffisances de l'enquête, qu'ils jugent incomplète. De l'autre côté, l'Union nationale des associations de défense des familles et de l'individu victimes de sectes (UNADFI) estime que Michel Tabachnik et ses écrits sont à l'origine des suicides et qu'il est nécessaire de combattre fermement les sectes. Dès l’ouverture des débats, les avocats des différentes parties civiles commencent à s’affronter, les tensions se manifestant notamment entre Alain Leclerc et Francis Vuillemin, qui se lancent dans des échanges acrimonieux, révélant ainsi la profonde division au sein des parties civiles.
Au septième jour du procès, plusieurs anciens membres de l'OTS sont appelés à témoigner. Leurs dépositions révèlent deux visions diamétralement opposées : certains expriment leur indignation et leur colère à l’égard de la secte et des actes perpétrés, tandis que d’autres continuent de défendre ces actions, restant fidèles à la mémoire de Jo Di Mambro et à la croyance en un « transit vers Sirius ». Le huitième jour, Michel Tabachnik prend enfin la parole. Il affirme avoir été manipulé et trompé par Jo Di Mambro. Le dixième jour, le procureur requiert une peine de cinq ans de prison ferme, estimant que Tabachnik a joué un rôle dans le conditionnement psychologique des adeptes. Cependant, le 25 juin 2001, le tribunal correctionnel de Grenoble prononce la relaxe de Michel Tabachnik, au bénéfice du doute.
Le parquet, n’ayant pas renoncé à l’accusation selon laquelle Tabachnik aurait, par ses écrits ésotériques, incité les adeptes à un « transit vers Sirius », fait appel de cette décision. Un nouveau procès est ainsi organisé en 2006. La partie civile, dirigée par Alain Vuarnet, espère démontrer que l’enquête menée par le juge d’instruction Luc Fontaine a été défaillante et que les adeptes ont en réalité été assassinés. À leur demande, le professeur Gilbert Lavoué procède à des prélèvements sur les dépouilles des victimes, exhumées à cette occasion. Les analyses révèlent un excès de phosphore sur les cadavres. Toutefois, les experts judiciaires concluent que ces résultats n’apportent aucun élément nouveau susceptible de remettre en cause la décision du juge Fontaine.
L’avocat général, considérant que Michel Tabachnik n'était pas un membre actif de l'OTS et que sa responsabilité dans les décès n’a pas été établie, ne requiert aucune peine. Michel Tabachnik est une nouvelle fois relaxé en décembre 2006.

### Troisième massacre
Le 22 mars 1997, cinq autres membres de l'Ordre du Temple Solaire sont découverts morts à Saint-Casimir, au Québec,. Ces adeptes se sont donné la mort dans le cadre de ce qu’ils considéraient comme un « transit » vers Sirius, avant que la maison ne soit ravagée par un incendie déclenché par un dispositif automatique de mise à feu. Trois adolescents ont toutefois échappé à cette tragédie, ayant négocié avec leurs parents le droit de rester en vie.

## Liste des victimes
Les victimes des massacres de 1994, 1995 et 1997 sont classées ci-dessous par ordre alphabétique. Les nationalités des victimes, ainsi que leurs éventuels liens de parenté et fonctions au sein de l'ordre sont également mentionnés.
Sur les 74 victimes dont l'âge varie de 3 mois (Christopher Emmanuel Dutoit) à 79 ans (Renée Pfaehler), dix mineurs ont été tués, parfois en compagnie de leurs parents (familles Jaton, Lardanchet).

### 1994

#### Victimes de Morin-Heights
3 personnes sont mortes, le 30 septembre 1994, dans le chalet de Di Mambro à Morin-Heights (Québec), au Canada.
- Antonio Dutoit, 35 ans ;
- Suzanne « Nicky » Robinson-Dutoit, 34 ans ;
- Christopher Emmanuel Dutoit, 3 mois.

Les 2 personnes suivantes, s'occupèrent de dissimuler la scène de crime et de préparer les dispositifs de mise à feu. Au moins une de ces personnes a participé activement, avec Joël Egger au meurtre des trois précédentes, se donnent la mort dans la nuit du 3 au 4 octobre 1994 :
- Jerry Xavier Genoud, 39 ans ;
- Colette Genoud, 63 ans.

#### Victimes de Cheiry
23 personnes sont mortes, dans la nuit du 4 au 5 octobre 1994, à la ferme « La Rochette » à Cheiry (FR), en Suisse:
- Françoise Bélanger, dite « Claire » (née Rebmann), 55 ans, de nationalité suisse. Ancienne comptable de la Fondation Golden Way ;
- Guy Bérenger, 55 ans, de nationalité française. Relation de longue date de Joseph Di Mambro qu'il avait côtoyé à la loge de Nîmes de l’Antiquus Mysticusque Ordo Rosae Crucis (AMORC). Père de Caroline Bérenger et époux de Madeleine Bérenger ;
- Léopoldo Cabrera Gil, 39 ans, de nationalité espagnole. Successeur pressenti de Robert Falardeau pour accéder à la grande-maîtrise de l'Ordre ;
- Robert Falardeau, 47 ans, de nationalité canadienne. Grand-maître de l'OTS à la suite de Luc Jouret depuis 1991 ;
- Albert Giacobino, 62 ans, de nationalité suisse. Retraité, propriétaire de la ferme de Cheiry, dignitaire de l'OTS et l'un de ses principaux apporteurs de fonds ;
- Jocelyne Grand'Maison (née Giroux), 44 ans, de nationalité canadienne ;
- Armelle Jaton, 16 ans, de nationalité suisse. Fille de Daniel et de Madeleine Jaton, soeur de Lionel Jaton ;
- Daniel Jaton, 49 ans, de nationalité suisse. Époux de Madeleine Jaton, père d'Armelle et Lionel Jaton. Ancien responsable de l'O.T.S.U. ;
- Lionel Jaton, 18 ans, de nationalité suisse. Fils de Daniel et Madeleine Jaton, frère d'Armelle Jaton:
- Madeleine Jaton (née Berger), 47 ans, de nationalité suisse. Femme de Daniel Jaton, mère d'Armelle et Lionel Jaton ;
- Nicole Koymans (née Giusti), 68 ans, de nationalité française. Professeur de yoga, membre de la Fraternité de la pyramide, puis de la Fondation Golden Way ;
- Robert Ostiguy, 50 ans, de nationalité canadienne ;
- Françoise Ostiguy (née Asselin), 47 ans, de nationalité canadienne ;
- Fabienne Paulus (née Koymans), 38 ans, de nationalité française ;
- Jean-Léon Paulus, 49 ans, de nationalité belge ;
- Christian Pechot, 49 ans, de nationalité française. Il avait fait partie, avec sa première épouse Sabine Reuter (remariée avec Michel Tabachnik), de la première communauté de la Fraternité de la pyramide ;
- Christine Pechot, (née Meylan), 50 ans, de nationalité française et suisse. Elle avait fréquenté la communauté de la Fraternité de la pyramide, puis la Fondation Golden Way ;
- Sébastien Pechot, 12 ans, de nationalité française. Fils de Christine et Christian Pechot ;
- Marie-Christine Pertue, 42 ans, de nationalité française. Ex-femme de Luc Jouret ;
- Camille Pilet, 68 ans, de nationalité suisse. Dignitaire de l'O.T.S. et principal bailleur de fonds de l'organisation ;
- Renée Pfaehler (divorcée Muller), 79 ans, de nationalité suisse. Psychologue de profession, qui figurait parmi les membres de la première association constituée en 1974 par de Jo Di Mambro, le Centre de Préparation à l'Age Nouveau (CPAN) ;
- Marie-Louise Rebaudo, 57 ans, de nationalités française et italienne. Astrologue et secrétaire ;
- Séverine Vullben, 23 ans, de nationalité française.

#### Victimes de Salvan
25 personnes sont mortes, dans la nuit du 4 au 5 octobre 1994, dans trois chalets, au lieu-dit « Le Fond du Ban », à Salvan (VS), en Suisse :
- Madeleine Bérenger (née de Brot), 38 ans de nationalité suisse. Mère de Caroline Bérenger et épouse de Guy Bérenger ;
- Dominique Bellaton, 36 ans, de nationalité française et canadienne. Maîtresse de Joseph Di Mambro et mère d'Emmanuelle Di Mambro ;
- Caroline Bérenger, 4 ans, de nationalité suisse. Fille de Guy et Madeleine Bérenger ;
- Bernadette Bise, 58 ans, de nationalité suisse. Mère de Joël Egger ;
- Line Bod-Lheureux, 56 ans, de nationalité française. Mère de Vanina Bod-Lheureux ;
- Vanina Bod-Lheureux, 10 ans, de nationalité française. Fille de Line Lheureux ;
- Annie Borlet, 41 ans, de nationalité française ;
- Annie Brunelle, 30 ans, de nationalité canadienne. Fille de Pauline Lemonde et épouse de Joël Egger ;
- Carole Cadorette, 39 ans, de nationalité canadienne ;
- Odile Dancet, épouse Huguenin, 48 ans, de nationalité française ;
- Elie Di Mambro, 24 ans, de nationalité française. Fils de Joseph Di Mambro ;
- Emmanuelle Di Mambro, 12 ans, de nationalité française. Fille de Joseph Di Mambro et de Dominique Bellaton ;
- Joseph Di Mambro, 70 ans, de nationalité française. Dirigeant de l'O.T.S avec Luc Jouret, époux de Jocelyne Duplessis, amant de Dominique Bellaton, père d'Emmanuelle et Elie Di Mambro ;
- Jocelyne Duplessis, 45 ans, de nationalité française. Épouse légitime de Joseph Di Mambro ;
- Joël Egger, 34 ans, de nationalité suisse. Époux d'Annie Brunelle et fils de Bernadette Bise ;
- Martin Germain, 54 ans, de nationalité canadienne ;
- Cécile Germain (née Raymond), 52 ans, de nationalité canadienne ;
- Luc Jouret, 46 ans, de nationalité belge. Dirigeant de l'O.T.S avec Joseph Di Mambro ;
- Pauline Lemonde, 56 ans, de nationalité canadienne. Mère d'Annie Egger ;
- Jacques Lévy, 36 ans, de nationalité française. Époux d'Annie Borlet ;
- Josiane Paulus (née Kessler), 43 ans, de nationalité belge. Épouse divorcée de Jean-Léon Paulus ;
- Fabienne Renaud-Noirjean, 34 ans, de nationalité suisse ;
- Maryse Séverino-Renault, 44 ans, de nationalité française ;
- Aude Séverino, 15 ans, de nationalité française. Fille de Maryse Séverino ;
- Jean-Pierre Vinet, 55 ans, de nationalité canadienne.

### 1995
16 personnes sont mortes, dans la nuit du 15 au 16 décembre 1995, au lieu-dit « Le Trou de l'Enfer », à Saint-Pierre-de-Chérennes (Isère), en France. Les meurtriers sont l'architecte André Friedli et le policier Jean-Luc Lardanchet.
- Emmy Anderson, 52 ans ;
- Christiane Bonet, 50 ans ;
- Mercedes Faucon, 63 ans ;
- André Friedli, 39 ans, de nationalité suisse. Epoux de Jocelyne Friedli et meurtrier avec Jean-Luc Lardanchet ;
- Jocelyne Friedli, 48 ans, de nationalité suisse. Epouse d'André Friedli ;
- Jean-Luc Lardanchet, 36 ans. Meurtrier avec André Friedli, époux de Marie-France Lardanchet et père d'Aldwin et Gurval Lardanchet ;
- Marie-France Lardanchet (née Otto), 35 ans. Epouse de Jean-Luc Lardanchet et mère d'Aldwin et Gurval Lardanchet ;
- Aldwin Lardanchet, 4 ans. Fils de Jean-Luc et Marie-France Lardanchet et frère de Gurval Lardanchet ;
- Gurval Lardanchet, 19 mois. Fils de Jean-Luc et Marie-France Lardanchet et frère d'Aldwin Lardanchet ;
- Enrique Masip, 46 ans ;
- Dominique Masson, 41 ans ;
- Patrick Rostan, 29 ans ;
- Uté Vérona, 34 ans. Mère de Tania Vérona ;
- Tania Vérona, 6 ans. Fille d'Uté Vérona ;
- Edith Vuarnet, 61 ans, de nationalité française. Skieuse alpine, championne de France de descente, de slalom géant et de combiné alpin, mère de Patrick Vuarnet ;
- Patrick Vuarnet, 27 ans, de nationalité française. Fils d'Edith Vuarnet.

### 1997
5 personnes sont mortes, dans la nuit du 22 mars 1997, à Saint-Casimir (Québec), au Canada :
- Didier Quèze, 39 ans ;
- Chantal Goupillot-Quèze, 41 ans ;
- Suzanne Druau-Goupillot, 63 ans ;
- Pauline Riou, 54 ans ;
- Bruno Klaus, 49 ans.

## Lieux

### Patrimoine immobilier de l'OTS
- Maison sur la rive gauche de la campagne genevoise : siège de la Fraternité de la pyramide[7] ;
- Maison de maître, Route de Saconnex-d'Arve 107 à Saconnex-d'Arve (canton de Genève), en Suisse (46° 09′ 48″ N, 6° 07′ 42″ E ) : siège de la Fondation Golden Way entre 1978 et 1984, puis de l'OTS entre 1984 et 1993[11] ;
- Domaine du Sacré-Cœur, Rue d'Orvilliers 51 à Sainte-Anne-de-la-Pérade, (Québec), au Canada (46° 34′ 34″ N, 72° 12′ 21″ O ) : ferme de survie entre 1984 et 1994[36],[37],[18].

### Lieux des massacres
- Deux chalets, Chemin Belisle 197, 197A, 199 et 199A à Morin-Heights (Québec), au Canada (45° 54′ 59″ N, 74° 14′ 18″ O ) : quatre appartements dans deux chalets appartenant à Joseph Di Mambro, Luc Jouret, Dominique Bellaton et Camille Pilet, lieu du meurtre du couple Dutoit et du suicide de deux membres[24] ;
- Ferme « La Rochette » à Cheiry (canton de Fribourg), en Suisse (46° 44′ 52″ N, 6° 50′ 20″ E ) : ferme de survie, lieu du premier massacre ;
- Trois chalets au lieu-dit « Le Fond du Ban », aux Granges, Salvan (canton du Valais), en Suisse (46° 07′ 22″ N, 7° 01′ 06″ E ) : trois chalets appartenant à Joseph Di Mambro, Camille Pilet et Alexandre Borgeaud, lieu du premier massacre ;
- Clairière dans le lieu-dit « Le Trou de l'Enfer » à Saint-Pierre-de-Chérennes (Isère), en France : lieu du deuxième massacre ;
- Maison Laquerre, Rang du Rapide Sud 70, à Saint-Casimir (Québec), au Canada (46° 38′ 29″ N, 72° 08′ 40″ O ) : maison appartenant à la famille Quèze, lieu du troisième massacre[38].

## Controverses et théories du complot
Selon la sociologue Françoise Champion, ce groupe présente une « filiation templière bricolée ». Jean-François Mayer, pour sa part, décrit certaines des croyances centrales du groupe, notamment les concepts de « transit », — un voyage de l'âme vers une autre planète par le suicide, similaire à la doctrine du groupe Heaven's Gate — ainsi que l’idée de « transporter le germe de vie sur une autre planète », comme des facteurs ayant contribué à la dérive sectaire du mouvement. Une grande partie des idées et principes de l'ordre s'inspire des écrits hermétiques de Michel Tabachnik, notamment dans son ouvrage Les Archées.
L'ordre reposait sur une hiérarchie absolue. Les cérémonies rituelles auraient été orchestrées par un certain Tony Dutoit. Le jugement rendu en 2001 dans l'affaire de Michel Tabachnik évoque les lieux de culte de l'ordre comme étant le « théâtre d'apparitions et de manifestations perçues comme surnaturelles au cours de cérémonies rituelles. […] De nombreux témoins ont rapporté avoir vu […] des matérialisations d'objets ou de personnages ». De nombreux témoins affirment avoir assisté à des « matérialisations d'objets ou de personnages ». Une ancienne adepte relate avoir été témoin de « l'apparition de Maîtres, du Saint-Graal, de l'épée Excalibur, des douze apôtres et même du Christ ». En réalité, ces prétendues apparitions surnaturelles, accompagnées d'une musique cosmique assourdissante et d'effets holographiques, n’étaient qu'une mise en scène : Jocelyne Di Mambro, l’épouse de Joseph Di Mambro, était dissimulée derrière ces illusions, perchée sur un tabouret.

### Suicide ou assassinat
Dans le documentaire réalisé par Yves Boisset sur cette affaire, Bernard Geiger, responsable de la police cantonale du Valais, déclare :

« Je le vois davantage comme un meurtre collectif. Je rejette formellement la thèse du suicide collectif décidé par tous – cette idée est du pur cinéma. »

Le réalisateur fonde son argumentation sur la question suivante : « 74 morts et pas de coupable ? ». Lors du procès de 2001, la justice souligne également « le caractère improbable de ce nouveau massacre plus d'un an après la disparition des dirigeants » et les investigations confirment  « un assassinat collectif suivi du suicide des assassins ». De plus, selon les témoignages, la majorité des victimes de 1995, tout comme celles de 1994, auraient « consenti le sacrifice de leur vie ».
Outre Alain Vuarnet, d'autres membres des familles des victimes, à savoir René et Muguette Rostan, ainsi que Willy et Giséla Schleimer, ont demandé en 2001, puis en 2004, la réouverture de l'instruction afin de contester la thèse du suicide collectif. Jean-Pierre Brard a également demandé une telle réouverture en 2006.
En 2006, Maurice Fusier, reporter à Radio France, relance la thèse de l'assassinat au phosphore.

### Piste politico-mafieuse
Une thèse suggérant une origine politico-mafieuse à l’affaire est soutenue par certaines sources faisant état de possibles liens entre Luc Jouret et des membres de Gladio.
En 2006, le cinéaste Yves Boisset remet également en question la piste « politico-mafieuse » que les enquêteurs auraient négligée. Il souligne en particulier les relations de Joseph Di Mambro avec Jean-Louis Fargette, un « parrain » de Toulon assassiné en 1993. Pour exposer son point de vue, il réalise le film Les Mystères sanglants de l'OTS. Boisset affirme percevoir « l'ombre de Charles Pasqua dans cette affaire », et évoque des « trafics d'armes entre le Canada et l'Angola », situation que le journal Le Monde a qualifiée d’Angolagate, sans faire mention de l'OTS.
Le cinéaste déclare également que le juge Piller aurait « brûlé des pièces à conviction » en détruisant le chalet, scène du crime. Par ailleurs, il indique que l'inspecteur Jean-Pierre Lardanchet, retrouvé mort dans le Vercors, était un agent des renseignements généraux, proche de Charles Pasqua. D'autres sources présentent Lardanchet comme un agent de la Police de l'Air et des Frontières, voire comme une « taupe » infiltrée au sein de l'ordre.

### Cassettes audio
Plusieurs mois après l’affaire, deux journalistes de France 2 se rendent dans les décombres du chalet de Salvan et annoncent avoir découvert, dans la poubelle de la cuisine, des cassettes audio en excellent état contenant des enregistrements de conversations téléphoniques entre des adeptes, espionnés par Joseph Di Mambro. Bien que cette découverte semble incroyable, des extraits de ces cassettes sont diffusés et jugés conformes aux croyances et aux thèses de l’ordre.

### Affaire Yann Piat
L'enquête menée par Yves Boisset le conduit à établir un lien avec l'affaire de Yann Piat, ex-députée du Front national de 1986 à 1988, puis députée de la 3e circonscription du Var sous l'étiquette UDF jusqu'à sa mort. Cette dernière s'était intéressée à un projet immobilier d'un membre de l'OTS peu de temps avant d'être assassinée, le 25 février 1994, par deux motards. Arnaud Palisson, ancien analyste à la Direction centrale des Renseignements généraux à Paris, estime quant à lui que Boisset « s’est fait balayer par les arguments prodigieusement fallacieux de journalistes de province en quête de leur Watergate en Vercors ».

### Texte de Jocelyne Duplessis
Lors des fouilles de l'appartement de Joseph Di Mambro, un document a été découvert, ainsi qu'un exemplaire imprimé dans un chalet, attribué à Jocelyne Duplessis, épouse de Di Mambro. Ce document contient les indications suivantes :
« Suite au tragique Transit de Cheiry, nous tenons à préciser, au nom de la Rose + Croix, que nous déplorons et nous nous désolidarisons totalement du comportement barbare, incompétent et aberrant du docteur Luc Jouret. Prenant la décision d’agir de sa propre Autorité, à l'encontre de toutes nos règles, il a transgressé notre code d'honneur et est la cause d'un véritable carnage qui aurait dû être un Transit effectué dans l'Honneur, la Paix et la Lumière. Ce départ ne correspond pas à l'Éthique que nous représentons et défendons face à la postérité. »

### Filmographie
- L'Ordre du Temple solaire, docu-fiction de 90 minutes, 2005, Arnaud Selignac et Hugues Pagan, d’après une enquête de Bernard Nicolas. CAPA DRAMA et France 3
- Aller simple pour Sirius - l'ordre du Temple solaire, 1997, Nicole Giguère
- Les mystères sanglants de l'ordre du Temple solaire, 2005, France 2 Yves Boisset

### Séries télévisées
- Anthracite, série télévisée diffusée en 2024 sur Netflix.

### Documentaires télévisés
- Les secrets de l'ordre du Temple solaire en 2004-2005 dans Secrets d'actualité sur M6
- Ordre du Temple Solaire : massacre dans le Vercors, le 26 novembre 2008 dans Enquêtes criminelles : le magazine des faits divers sur W9
- L'ordre du Temple solaire, le 16 juin 2015 dans Tout le monde en parlait sur ICI Radio-Canada Télé
- L'affaire de OTS, massacre dans le Vercors, dans Chroniques criminelles diffusé sur NT1, le 23 avril 2016
- La Secte, série de 4 épisodes, réalisée par Bruno Joucla, diffusée sur Salto en 2022
- Temple solaire: l'enquête impossible, série de 4 épisodes, produite par Imagissime-Attraction Images (TF1-TMC France / TVA Québec), réalisée par Nicolas Brénéol et Raphaël Rouiller, diffusée sur TMC en 2022
- La Fraternité, série de 4 épisodes, produite par la Radio télévision suisse, diffusée sur Play Suisse en 2023[57]

### Émission radiophonique
- « Il y a 20 ans : l'Organisation du Temple Solaire » le 19 septembre 2014 dans L'Heure du crime de Jacques Pradel sur RTL.
- « Secte de l'Ordre du Temple Solaire : l'empire avant les massacres » le 16 décembre 2021 dans Les voix du crime avec Jean-Alphonse Richard sur RTL
- « Secte de l'Ordre du Temple Solaire : 74 morts... et pas de coupable » le 30 décembre 2021 dans Les voix du crime avec Jean-Alphonse Richard sur RTL.
- "La Secte du Temple Solaire, histoire d'une emprise", podcast d'Home(icides), par Caroline Nogueras chez Bababam.